# Liechtenstein na Letnich Igrzyskach Olimpijskich 1988
Liechtenstein na Letnich Igrzyskach Olimpijskich 1988 reprezentowało 12 zawodników. Był to 10. start reprezentacji Liechtensteinu na igrzyskach.

## Skład kadry

### Jeździectwo
- Thomas Batliner - Skoki przez przeszkody indywidualnie - 43. miejsce

### Judo
Mężczyźni
- Daniel Brunhart - waga ekstralekka - 20. miejsce
- Johannes Wohlwend - waga lekka - 7. miejsce
- Magnus Büchel - waga półśrednia - 20. miejsce
- Arnold Frick - waga średnia - 33. miejsce

### Kolarstwo
Mężczyźni
- Peter Hermann

wyścig indywidualny ze startu wspólnego - 54. miejsce
1 km na czas - 21. miejsce
Wyścig punktowy - odpadł w eliminacjach
- Patrick Matt

wyścig indywidualny ze startu wspólnego - nie ukończył
Wyścig indywidualny na dochodzenie - 18. miejsce
Kobiety
- Yvonne Elkuch - wyścig indywidualny ze startu wspólnego - 17. miejsce

### Lekkoatletyka
Mężczyźni
- Markus Büchel

100 metrów - odpadł w eliminacjach
200 metrów - odpadł w eliminacjach
Kobiety
- Yvonne Hasler - 200 metrów - odpadła w eliminacjach
- Manuela Marxer - 100 metrów przez płotki - odpadła w eliminacjach

### Strzelectwo
- Gilbert Kaiser - Pistolet pneumatyczny 10 m - 42.miejsce